# Dongzhaocun (Wei)
Dongzhaocun (chiń. 东赵村村委会; pinyin: Dōngzhàocūn Wēi Huì) – wieś w gminie miejskiej Huilong w powiecie Wei, będącym częścią prefektury miejskiej Handan w prowincji Hebei, w Chińskiej Republice Ludowej. Kod administracyjny: 130434106217.